# Crkveni Vrhovci
Crkveni Vrhovci su naselje u Republici Hrvatskoj u Požeško-slavonskoj županiji, u sastavu grada Požege.

## Zemljopis
Crkveni Vrhovci su smješteni oko 8 km južno od Požege na Požeškoj gori na cesti Požega – Nova Kapela, susjedna naselja su Gradski Vrhovci, Škrabutnik i Srednji Lipovac.

## Stanovništvo
Prema popisu stanovništva iz 2011. godine Crkveni Vrhovci su imale 30 stanovnika.
| broj stanovnika |       |       |       |       |       |       |       | 201   | 129   | 140   | 138   | 98    | 73    | 44    | 32    | 30    | 18    |
|                 | 1857. | 1869. | 1880. | 1890. | 1900. | 1910. | 1921. | 1931. | 1948. | 1953. | 1961. | 1971. | 1981. | 1991. | 2001. | 2011. | 2021. |